# Ceratotriccus
Ceratotriccus – rodzaj ptaków z podrodziny klinodziobków (Triccinae) w rodzinie muchotyranikowatych (Pipromorphidae).

## Zasięg występowania
Rodzaj obejmuje gatunki występujące w Ameryce Południowej. 

## Morfologia
Długość ciała 9,4–11 cm; masa ciała 5,6–8 g.

## Systematyka

### Etymologia
Ceratotriccus: gr. κερας keras, κερατος keratos „róg”; τρικκος trikkos „mały ptak”.

### Podział systematyczny
Do rodzaju należą następujące gatunki:
- Ceratotriccus furcatus (Lafresnaye, 1846) – cienkodziobek widłosterny
- Ceratotriccus albifacies (Blake, 1959) – cienkodziobek białolicy
- Ceratotriccus capitalis (P.L. Sclater, 1857) – cienkodziobek czarno-biały